# Ки, Джон
Джон Филлип Ки (англ. John Phillip Key; род. 9 августа 1961, Окленд, Новая Зеландия) — новозеландский политический деятель, лидер Национальной партии Новой Зеландии. Премьер-министр Новой Зеландии с 19 ноября 2008 по 12 декабря 2016 года.

## Биография

### Молодость
Джон Ки родился 9 августа 1961 года в Окленде, в семье с весьма скромным достатком. Его мать, Рут Лазар вместе с другими еврейскими беженцами в 1939 году перебралась из Австрии в Великобританию, а оттуда в Новую Зеландию, выйдя замуж за Джорджа Ки. В 1967 году отец умер от сердечного приступа, семья обеднела и Джона воспитывала мать. Рут до сих пор является активным членом новозеландской еврейской общины, насчитывающей около 5 тысяч человек.
Сначала Джон Ки учился в школе Аоранги а Крайстчерче, а позже в средней школе Бернсайд. В 1981 году он окончил Кентерберийский университет со степенью бакалавра коммерции в области бухгалтерского учёта. В Гарвардском университете Джон был слушателем курсов управления.

### Карьера в бизнесе и банковской сфере
В 1982 году Ки начал работать аудитором в «McCulloch Menzies», а затем в течение двух лет он был руководителем проекта в Крайстчерче — фабрики по производству одежды «Lane Walker Rudkin». Позже, Ки стал работать валютным дилером на финансовой бирже в Веллингтоне, и два года спустя вырос до должности главного валютного трейдера, а в 1988 году переехал в Окленд для работы в банковском тресте.
В 1995 году он присоединился к банку «Merrill Lynch» в качестве главы азиатского валютного рынка в Сингапуре. В том же году он был назначен директором валютного рынка в Лондоне, где и стал миллионером, зарабатывая в год 2 миллиона 250 тысяч долларов США с бонусами, что составляло около 5 миллионов новозеландских долларов по обменному курсу 2001 года. В бизнес-кругах Ки считается человеком, добившимся успеха благодаря своему труду и интеллекту. Коллеги прозвали его «улыбчивым убийцей» — за способность, не теряя жизнерадостности и оптимизма увольнять сотни сотрудников из-за потерь от финансового кризиса в России в 1998 году. Характерными чертами Джона Ки, также являются амбициозность, умение окружать себя нужными людьми, уверенность в себе и неконфликтность, за что политические оппоненты окрестили его «Скользкий Джон» («Slippery John») и «Тефлоновый Ки». С 1999 по 2001 год он был членом Комитета по валюте Федерального резервного банка Нью-Йорка.

### Политическая карьера
В 1998 году, узнав о его интересе к карьере политика, президент Национальной партии Новой Зеландии Джон Слейтер начал активно вербовать его. За шесть лет до того, как выдвинуться на пост премьера, Джон вернулся в Новую Зеландию.
Рост населения Окленда, о чём свидетельствует перепись 2001 года, привёл к созданию нового избирательного округа Хеленсвилл, охватывающего северо-запад городской территории Окленда. На выборах 2002 года Ки получил место в парламенте Новой Зеландии с большинством в 1,705, опередив лейбориста Гэри Рассела. Ки с лёгкостью был переизбран на выборах 2005 года, заручившись поддержкой в 63 % голосов в Хеленсвилле, и на выборах 2008 года получил 73 % голосов избирателей.
В 2006 году Джон Ки возглавил Национальную партию Новой Зеландии. Свою первую речь в качестве лидера оппозиции Ки произнёс 28 ноября 2006 года. В феврале 2007 года, Ки в своей речи наметил программу партии — обеспечить продуктами беднейшие школы Новой Зеландии.
25 июля 2008 года, Ки был впервые включён в список богатых людей Новой Зеландии по исследованию National Business Review. По некоторым оценкам, его состояние составляет 50 млн новозеландских долларов. И следовательно он является самым богатым членом парламента Новой Зеландии.

### Премьер-министр

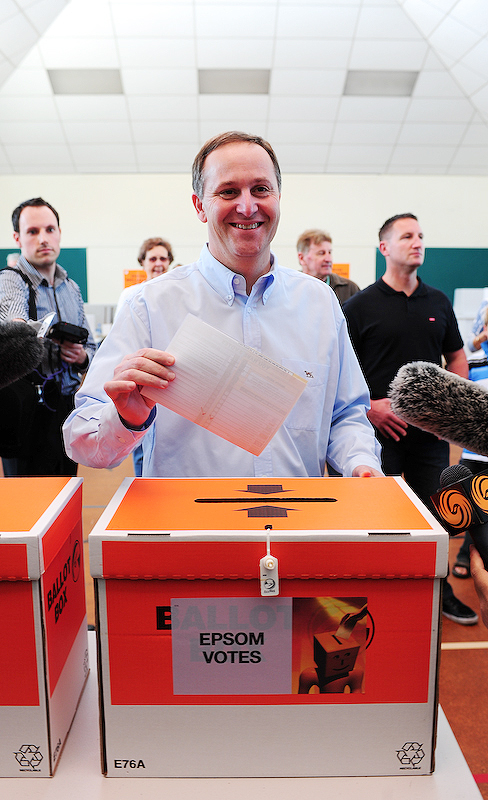
Джон Ки голосует в Эпсоме, 8 ноября 2008 года

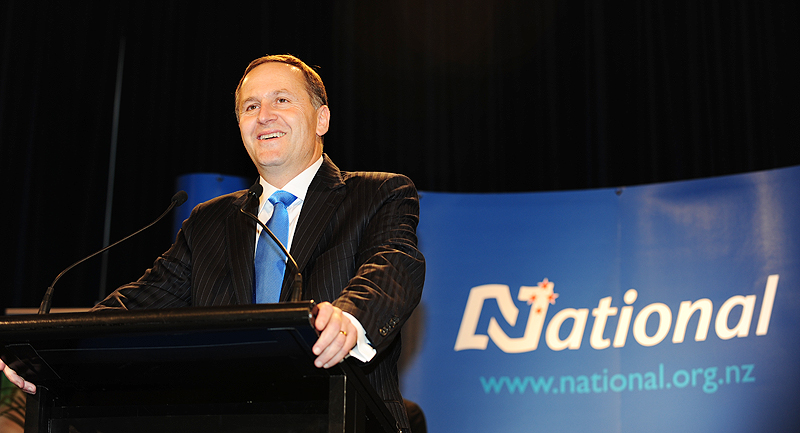
Джон Ки произносит победную речь, 8 ноября 2008 года

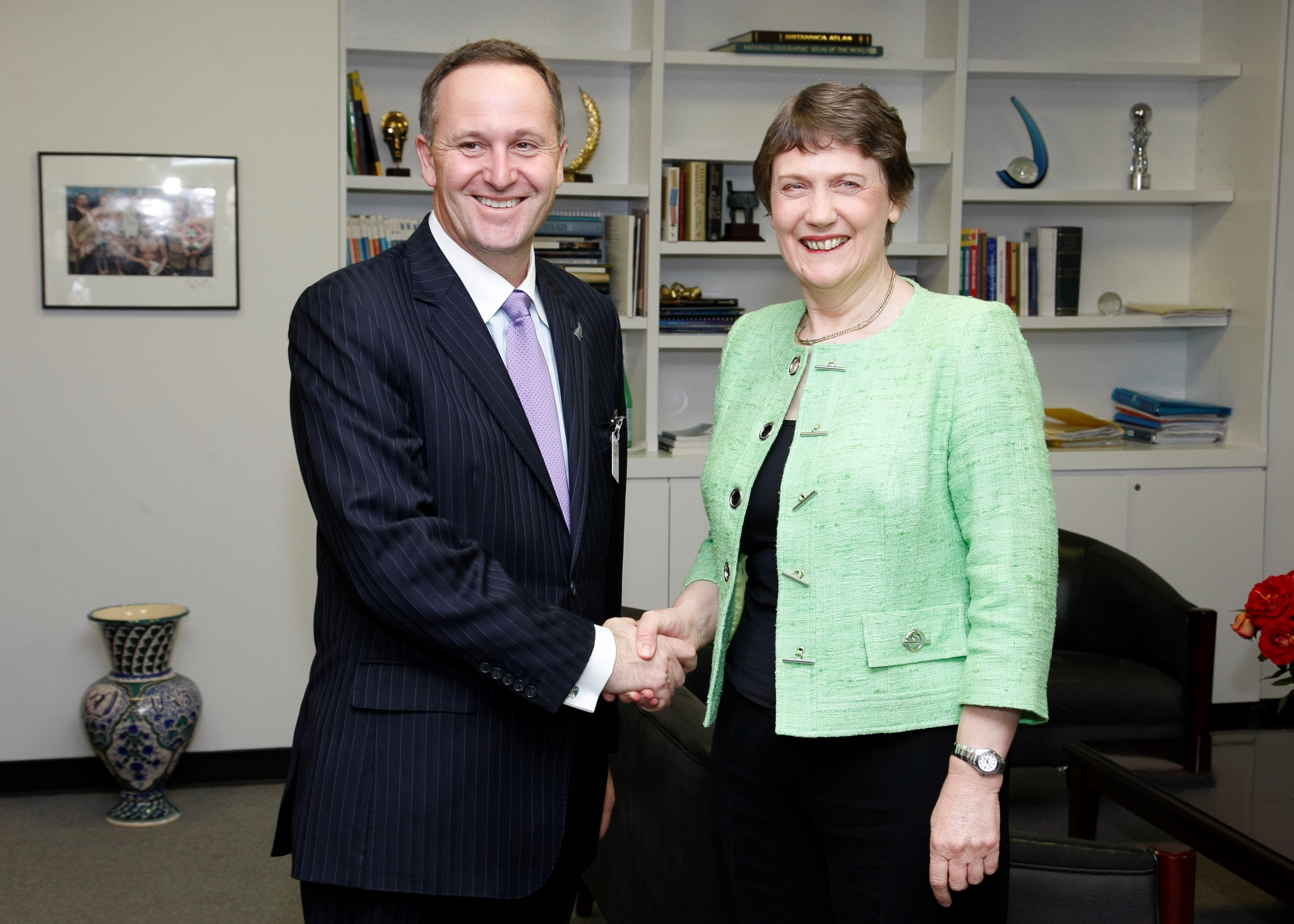
Джон Ки жмёт руку Хелен Кларк, предыдущему премьер-министру Новой Зеландии, 22 ноября 2009 года

8 ноября 2008 года на 49-х общенациональных парламентских выборах Национальная партия Новой Зеландии более чем с половиной голосов избирателей одержала победу и Джон Ки занял пост 38-го премьер-министра Новой Зеландии 19 ноября 2008 года, сменив лидера лейбористов Хелен Кларк. Во время избирательной кампании Ки обещал ускорить снижение налогов, увеличить помощь людям, потерявшим работу, повысить уровень вложений в инфраструктуру, провести реформу образования и начать борьбу с преступностью. В своей победной речи в Окленде Джон Ки припомнил предвыборный лозунг Барака Обамы о том, что настало время перемен и сказал, что «сегодня Новая Зеландия высказалась, и она высказалась за перемены». По словам Джона Ки, первоочередной задачей его кабинета станет обеспечение экономического роста в стране в условиях мирового финансового кризиса. 17 ноября Ки опубликовал список членов нового правительства, в том числе 20 министров кабинета и 8 министров вне кабинета. Поскольку, Национальная партия получила меньше половины мест в парламенте — 59 из 122, она не могла создать правительство на собственной основе. После консультаций было достигнуто соглашение о создании правительства с некоторыми партиями, в том числе с партией маори и партией «Единое будущее Новой Зеландии». Заместителем Ки и министром финансов стал Билл Инглиш, который до 2003 года был лидером Национальной партии, однако вынужден был уступить этот пост Ки после поражения партии на выборах в 2002 году. Новое правительство было приведено к присяге 19 ноября.
26 ноября 2011 года в Новой Зеландии прошли парламентские выборы. Правящая Национальная партия во главе с Джоном Ки, получила большинство голосов — 47,99 %, тем самым опередив Лейбористскую партию с 27,13 %. В результате чего, Джон Ки снова стал премьер-министром на второй срок. Лидер оппозиции и глава Лейбористской партии Фил Гофф признал поражение, заявив, что его сторонникам будет не под силу сформировать правительство, а Ки приступил к переговорам о создании правящей коалиции. В итоге, Национальная партия сформировала союз с партией Объединённое будущее Новой Зеландии и Ассоциацией потребителей и налогоплательщиков, набравшими соответственно 0,62 % и 1,07 % голосов.
20 сентября 2014 года в Новой Зеландии прошли парламентские выборы. Правящая Национальная партия во главе с Джоном Ки, получила большинство голосов — 48,06 %. Кий остался на своей должности.

#### Участие в восстановлении Крайстчерча

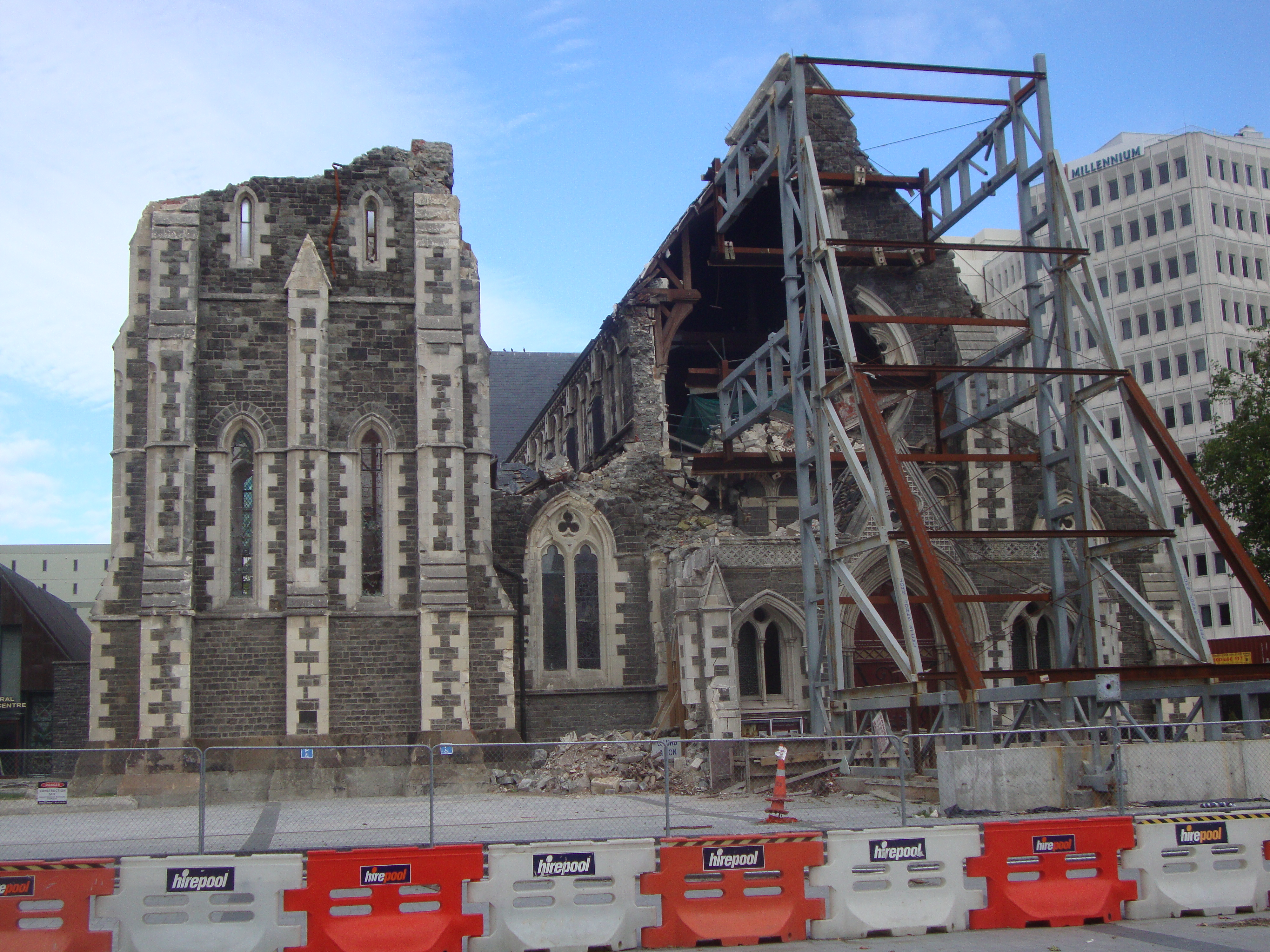
Разрушенный кафедральный собор Крайстчерча, 18 декабря 2011 года

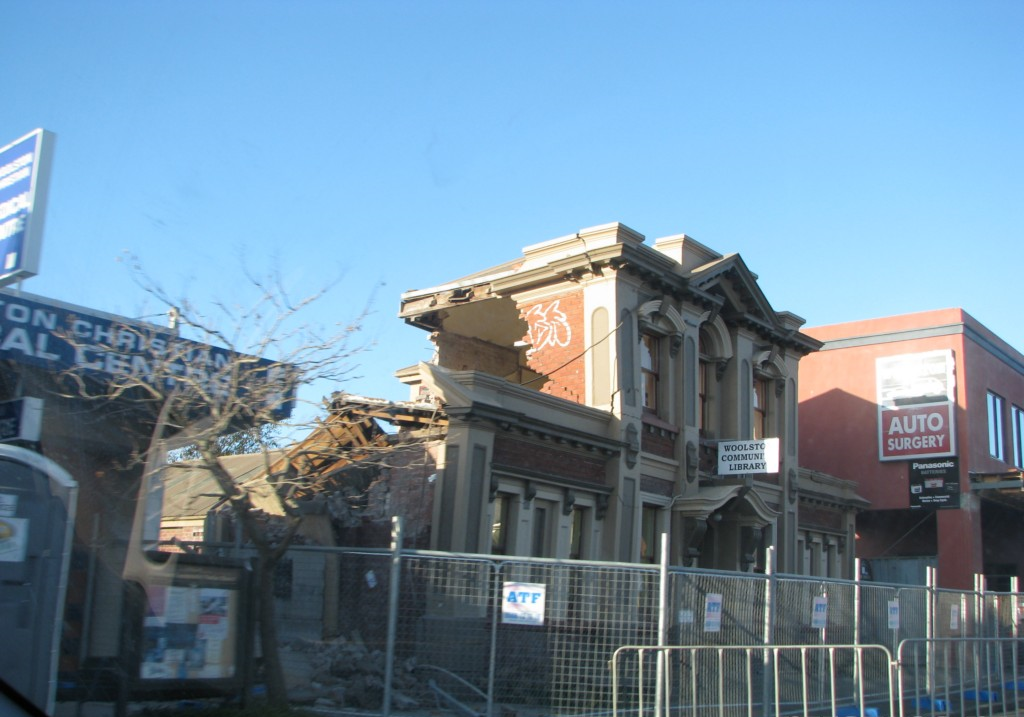
Разрушенный дом в Крайстчерче, 13 июня 2011 года

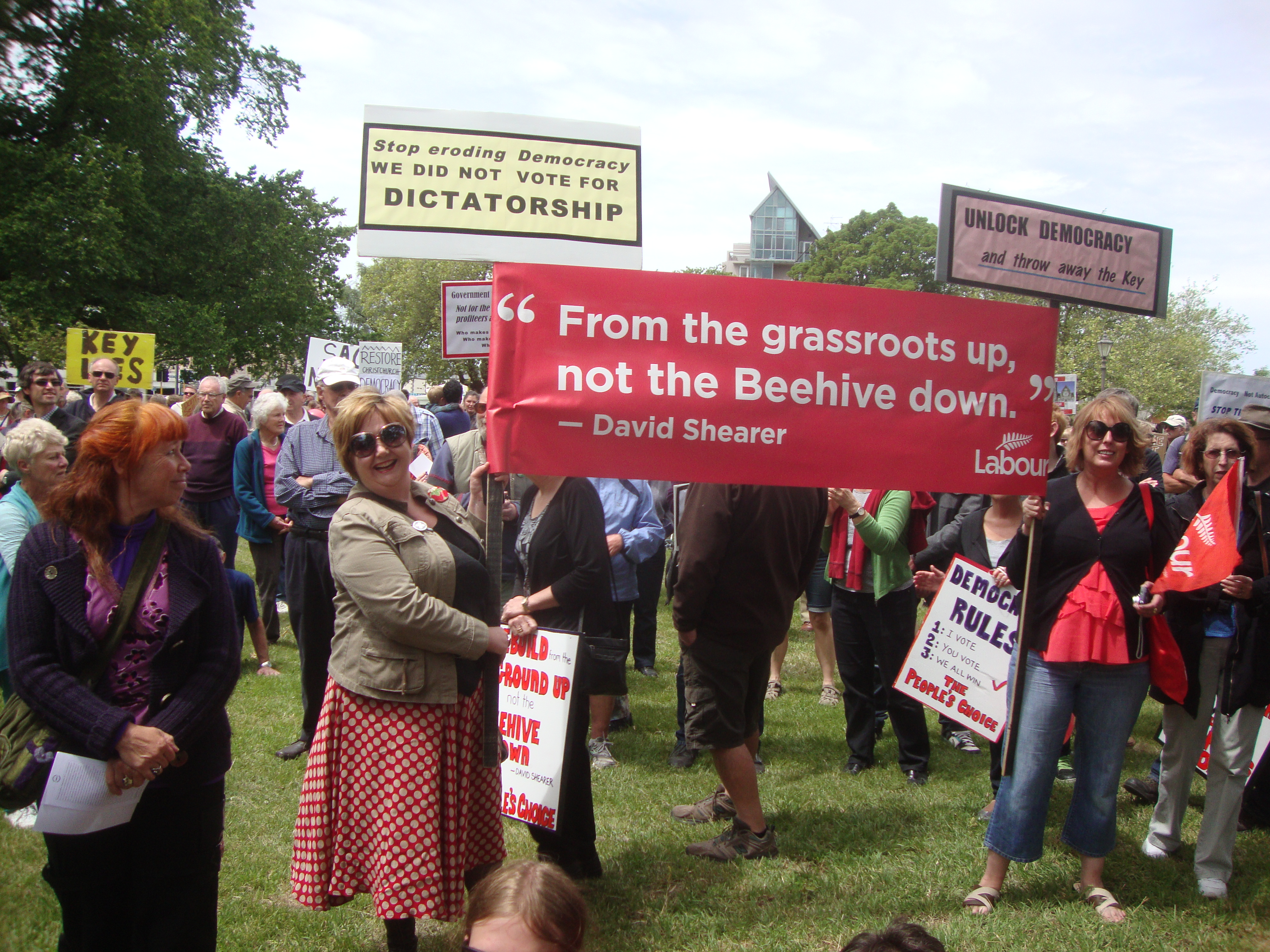
Протесты против ограничения демократии, Крайстчерч, 1 декабря 2012 года

В начале сентября 2010 года в 30 километрах к западу от Крайстчерча — второго по величине городе страны — произошло землетрясение магнитудой 7,4. Тогда в городе были оборваны линии электропередачи, повреждены жилые дома и объекты инфраструктуры. Ущерб от землетрясения оценивался как минимум в миллиард долларов США, при этом травмы средней тяжести тогда получили лишь два человека.
В феврале 2011 года в Крайстчерче снова произошло землетрясение магнитудой 6,3, приведшее к многочисленным человеческим жертвам и разрушениям. По словам Джона Ки погибло по меньшей мере 65 человек, а также он добавил, что число жертв может вырасти и «возможно, мы стали свидетелями самого чёрного дня в истории Новой Зеландии». Как сказал мэр Крайстчерча Боб Паркер, город с 400-тысячным населением напоминал зону боевых действий — «будут смерти, будет множество раненых, будет много горя». По его сведениям, под завалами оказались от 150 до 200 человек. Очаг землетрясения залегал примерно в 10 км к юго-западу от Крайстчерча, на юге Новой Зеландии, на глубине около 5 км от поверхности. Спустя некоторое время произошло второе за сутки землетрясение — магнитудой 4,4. Десятки домов, включая исторические памятники, полностью уничтожены, ряд районов стал непригоден для проживания. В результате первого подземного толчка была разрушена церковь в центре Крайстчерча, в аэропорту была повреждена диспетчерская вышка, из-за чего было временно прервано авиасообщение на территории всей страны, а также рухнул шпиль кафедрального собора в центре Крайстчерча (позже было принято решение о его сносе). В городе было объявлено чрезвычайное положение, полностью закрыт международный аэропорт. Правительством Австралии было принято решение направить в Крайстчерч сразу несколько спасательных отрядов для оказания помощи пострадавшим и поиска людей, оказавшихся под завалами. В результате землетрясения город был практически разрушен, экономический ущерб, нанесённый стихией, был оценён в 15 миллиардов долларов.
В июне 2011 года рядом с городом Крайстчерч на острове Южный произошло ещё несколько землетрясений. Первое землетрясение магнитудой 5,2 произошло в 13:00 по местному времени (5 утра по московскому), эпицентром в 9 километрах к юго-востоку от Крайстчерча. Менее чем через полтора часа было зафиксировано новое мощное землетрясение магнитудой 6,0, с эпицентром в 13 километрах к северо-востоку от города. Ещё через 20 минут было зафиксировано третье землетрясение магнитудой 4,6, с эпицентром в 11 километрах к востоку от города. Полиция Новой Зеландии оценила число погибших при землетрясении в Крайстчерче в 240 человек, а Джон Ки заявил о необходимости начать тщательное расследование причин катастрофы, заявив о возможном начале судебного разбирательства в отношении строительных компаний, возводивших в Крайстчерче офисные здания.
После всего случившегося правительство Новой Зеландии объявило о намерении выкупить у граждан жилые разрушенные дома. Число таких объектов недвижимости в Крайстчерче и его окрестностях по некоторым оценкам достигло нескольких тысяч. На компенсации владельцам недвижимости было выделено почти 365 млн евро. По словам Джона Ки, совокупная сумма ущерба, нанесённого стране, составляет почти 11 млрд евро, что равнозначно 8 % годового ВВП страны. В итоге, территория Крайстчерча была поделена на четыре зоны. Было принято решение о сносе зданий, расположенных в красной зоне, а на освободившихся участках в ближайшее время запрещено всякое строительство. Дома и земли, находящиеся в оранжевой зоне, попали под снос и временный запрет на использование. Белым цветом обозначены зоны, в отношении которых решение ещё не принято. А владельцам жилья в зелёной зоне было предложено приступать к сносу или реконструкции принадлежащих им зданий. В долгосрочной перспективе поставлен вопрос о полной реконструкции и перестройке Крайстчерча.

#### Слежка спецслужб Новой Зеландии

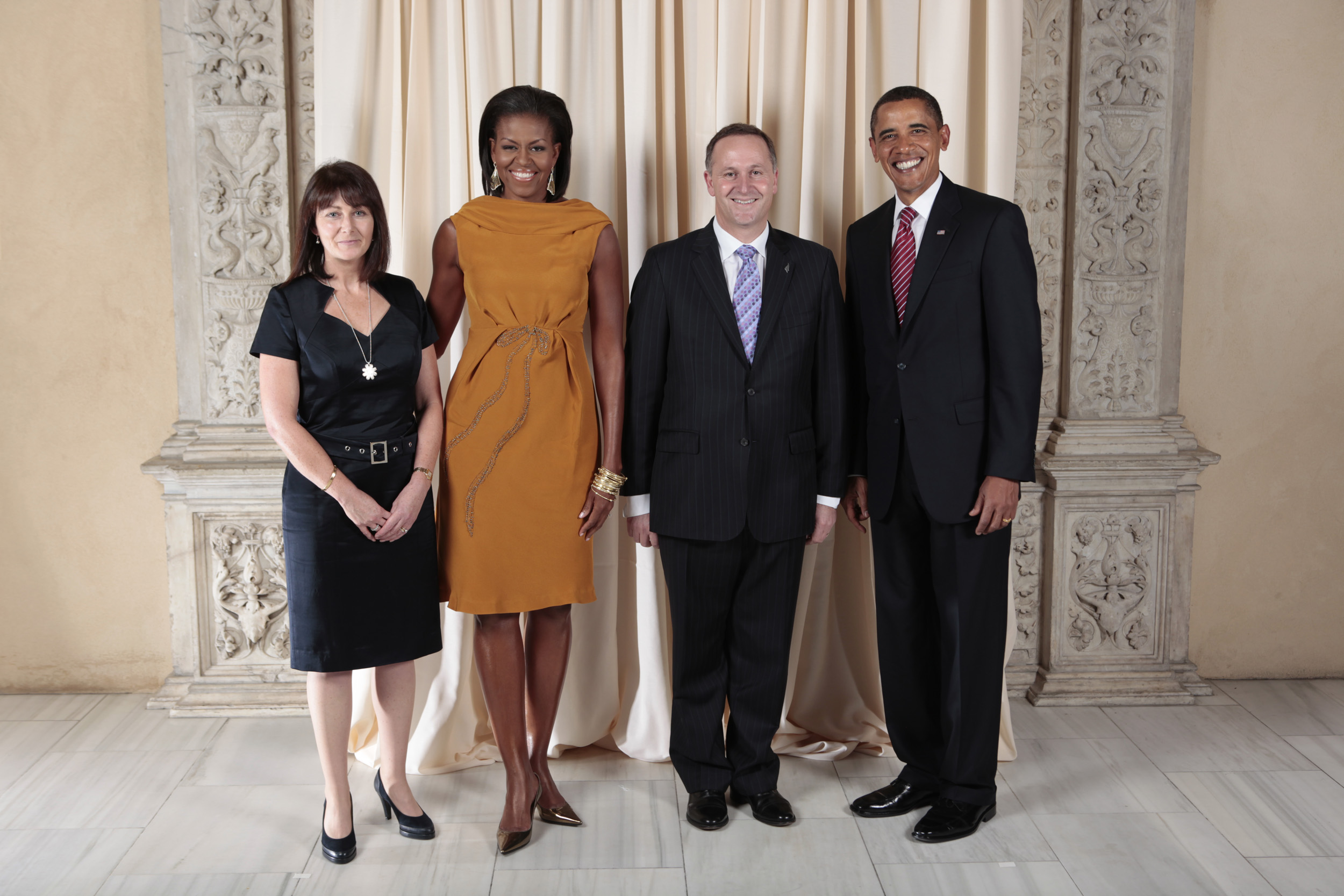
Семья Ки и c Мишель и Бараком Обама, 23 сентября 2009 года

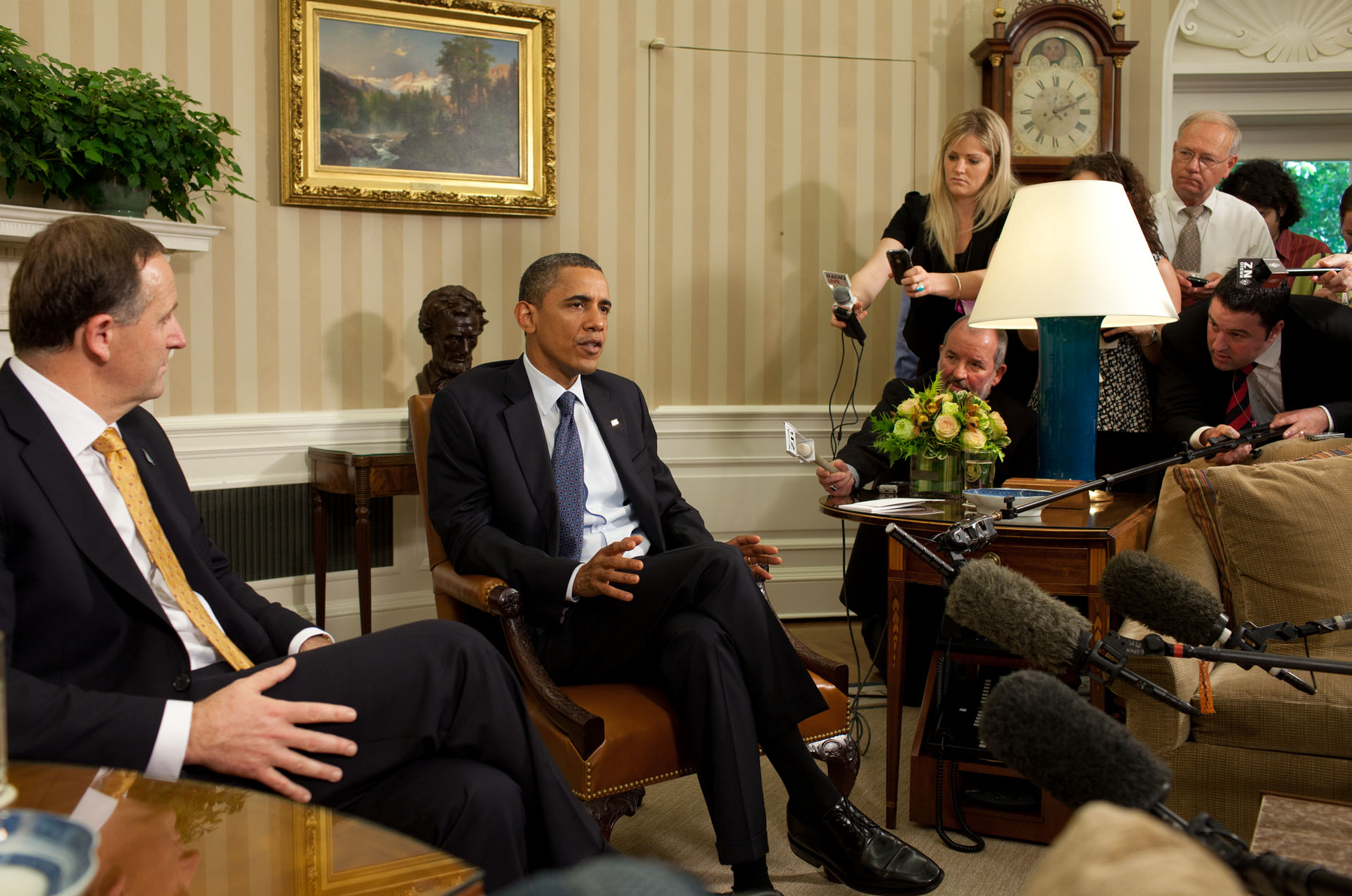
Джон Ки и Барак Обама, Белый Дом, 22 июля 2011 года

24 сентября 2012 года Джон Ки объявил о начале срочного расследования фактов незаконной слежки Бюро безопасности правительственной связи (Government Communications Security Bureau, GCSB) за фигурантами дела файлообменного сервиса Megaupload. Он заявил, что прокурор уже предупредил Высокий Суд и заинтересованные стороны в том, что GCSB незаконно помогало полиции установить местонахождение «определённых лиц». Их имена не называются, но предполагается, что речь идёт о Киме Доткоме, Браме ван дер Кольке и их семьях. Ки отказался огласить подробности случившегося, при этом заявив, что ранее четыре года возглавлял GCSB и сотрудники ведомства всегда действовали по закону и причину «ошибки», произошедшей в случае с делом Megaupload, объяснить не может. Позже, Джон Ки принёс свои извинения основателю Megaupload Киму Доткому за противозаконную слежку и попросил прощения у всех новозеландцев, которые имеют право на законную защиту от подобных прецедентов. Генеральный инспектор, осуществляющий надзор за действиями спецслужб, опубликовал отчёт, согласно которому Правительственное бюро вело наблюдение за Доткомом, выходцем из ФРГ. Тем самым, был нарушен закон, запрещающий шпионить за гражданами и жителями Новой Зеландии. Дотком получил статус постоянного жителя страны в 2010 году. GCSB устроило слежку за Доткомом по требованию органов безопасности перед тем, как полиция произвела штурм усадьбы, которую основатель файлообменника арендует в Окленде, последовавшим за запросом ФБР на арест Доткома на основании его руководящей роли в группе, которая в период с 2005 года по январь текущего года заработала $175 млн, несанкционированно копируя и распространяя музыку, фильмы и другой защищённый авторским правом контент. В июне Новозеландский суд постановил, что ордер на обыск дома Доткома был незаконным. Помимо того, что GCSB следила за Доткомом, утверждается, что наблюдение также велось за деятельностью его супруги, которая никоим образом не связана с делом Megaupload. Более того, против неё обвинений выдвинуто не было.
В июле 2013 года Эдвард Сноуден предоставил доказательства того, что разведка США использует в своих целях данные, которые собирает Австралия и Новая Зеландия. Программа сбора данных носит кодовое название X-Keyscore. Четыре объекта в Австралии занимаются сбором звуковой и видеоинформации о звонках и интернет-данных: австрало-американский объект по совместной обороне в Пайн Гэп (возле Алис-Спрингс) и три австралийских объекта — Shoal Bay (возле Дарвина), австралийский военный объект в Гералдтоне и станция ВМФ HMAS Harman (пригород Канберры). Свой вклад в программу вносит и GCSB Новой Зеландии рядом с Бленхеймом. Позже, Джон Ки признал, что его страна занимается шпионажем совместно с США, Великобританией, Канадой и Австралией в рамках системы «Five Eyes» («Пять глаз»), созданной АНБ. Джон Ки отметил, что «мы занимаемся сбором разведданных. В этом не будет никакого шока и ужаса. Мы единственная страна из системы „Пяти глаз“, о которой ещё не выпускали статей на основании разоблачений Сноудена». Ки считает, что компрометирующие правительство материалы могут быть опубликованы во время предвыборной кампании и подтвердил, что «информация об этом будет опубликована». По его словам, ничего сенсационного в публикациях о Новой Зеландии не будет.
21 августа парламент Новой Зеландии принял закон, который разрешает GCSB следить как за гражданами, так и за иностранцами. Законопроект поддержал 61 парламентарий, против высказались 59. Джон Ки агитировал в его пользу, рассказывая, что получает секретные сводки спецслужб, которые его «глубоко беспокоят», заявив, что «если бы я мог раскрыть их, то они бы сразили наповал тех, кто сейчас выступает против законопроекта». Для организации наблюдения сотрудникам спецслужбы нужно будет получать специальный ордер. В соответствии с новыми полномочиями, GCSB сможет следить за любыми видами коммуникаций, в том числе за телефонными переговорами. По словам Джона Ки, документ предполагает полное отсутствие возможности доступа иностранных спецслужб к национальным данным. Однако он не ответил на вопрос, имела ли GCSB доступ к технологиям PRISM.

#### Заключение соглашения о свободной торговле с Таможенным союзом

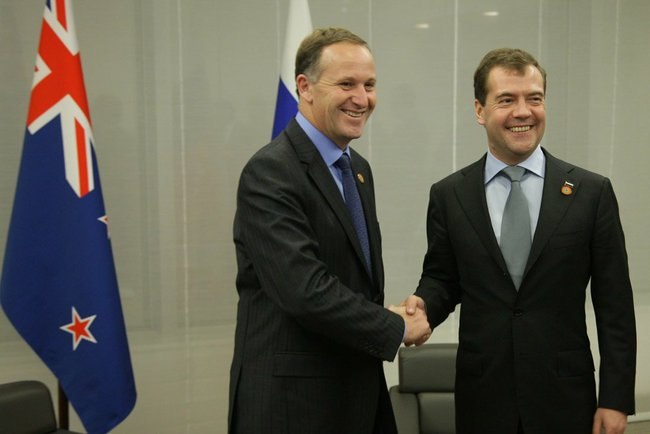
Джон Ки с Дмитрием Медведевым. 13 ноября 2010 года

31 октября 2010 года Джон Ки заявил, что Россия и Новая Зеландия готовы обсудить перспективы заключения соглашения о свободной торговле с Таможенным союзом. Он обсуждал эту возможность на саммите лидеров России и стран Ассоциации государств Юго-Восточной Азии — АСЕАН, в беседе с министром иностранных дел РФ Сергеем Лавровым. Ки сказал, что «соглашение выведет на новый уровень сотрудничество между нашими странами, создаст институциональные гарантии для торгово-экономических отношений и будет способствовать формированию более свободной и стабильной торговой среды и инвестиционной деятельности». По его словам, Россия видится на международной арене привлекательным рынком с уникальными ресурсами, такими как нефть и газ — «здесь имеются широкие возможности и в лесном хозяйстве». При этом он добавил, что в России довольно высок уровень продовольственной безопасности, что также может вылиться в перспективные проекты,
19 апреля 2011 года Таможенная комиссия ТС Казахстана, России и Беларуси начала обсуждение соглашения по свободной торговле с Новой Зеландией на следующий год, увеличивающей количество участников Таможенного союза до четырёх членов. Как отмечалось, в ходе обсуждения, кооперация с индустриально развитой страной увеличит международный статус Таможенного Союза и улучшит перспективы его расширения.
5 июня 2012 года по окончании совещания министров сельского хозяйства стран — членов Азиатско-Тихоокеанского экономического сотрудничества — АТЭС, в Москву для продолжения более детальных переговоров по зоне свободной торговли министр торговли Новой Зеландии Тим Гросер. В интервью Российской газете, он заявил, что «мы успешно движемся к взаимовыгодному соглашению по зоне свободной торговли с Таможенным союзом. Оно позволит развивать не только тихоокеанскую интеграционную зону. Уникальное экономическо-географическое положение России, Белоруссии и Казахстана позволяет квалифицировать эти три страны как своего рода экономический и транзитный „мост“ в регион Евросоюза, который является важнейшим торговым партнёром и Новой Зеландии, и стран ТС. Кроме того, упомянутое соглашение укрепит позиции всего Таможенного союза в экономике Тихоокеанского бассейна». Посол Новой Зеландии в РФ Иэн Хилл, сказал, что «соглашение намечено приурочить к межгосударственному форуму стран АТЭС во Владивостоке в начале сентября».
14 декабря 2013 года, Сергей Лавров, министр иностранных дел РФ в интервью телеканалу «Россия 24», сказал, что представители Таможенного союза России, Белоруссии и Казахстана ведут переговоры о создании зоны свободной торговли с Новой Зеландией и странами Европы, не входящими в ЕС.
27 февраля 2014 года между Таможенным союзом и Новой Зеландией состоялись очередные переговоры по созданию зоны свободной торговли. В частности, состоялась встреча заместителя министра иностранных дел России Василия Небензи с министром торговли Новой Зеландии Тимом Гросером. В ходе переговоров были обсуждены некоторые актуальные вопросы российско-новозеландского торгово-экономического сотрудничества. Особое внимание также было уделено ходу переговорного процесса по заключению соглашения о свободной торговле между странами-участницами Таможенного союза и Новой Зеландией.
3 марта 2014 года по сообщению Джона Ки, правительство Новой Зеландии приостановило переговоры по созданию соглашения о свободной торговле (ССТ) с Таможенным союзом России, Белоруссии и Казахстана. «В свете последних событий на Украине нельзя исключить их негативного влияния на сроки заключения ЗСТ», — сказал Ки. Также он подчеркнул, что страны за последнее время добились определённого прогресса в переговорах о ЗСТ, однако вести их сейчас, нецелесообразно. Джон Ки дал распоряжение министру торговли Тиму Гросеру, находившемуся в Москве для подготовки соглашения к подписанию, покинуть Россию. До этого планировалось, что Гросер завершит подготовку ССТ, и Ки приедет в Москву подписать соглашение уже в этом месяце. Кроме того, сегодня в МИД Новой Зеландии был вызван российский посол в этой стране. Также Ки сказал, что «мы дали чётко понять, что считаем действия России на Украине неприемлемыми и призвали все стороны рассчитывать на дипломатию и переговоры, а не на военную силу». Пресс-секретарь МИД страны Дэвид Ширер добавил, что дальнейшая эскалация напряжённости на Украине серьёзно угрожает миру и безопасности в Европе: «Перспективы распада Украины могут привести к военному конфликту и окажут катастрофический эффект на всю Восточную Европу». Однако, как заявил официальный представитель министерства экономического развития РФ, переговоры Новой Зеландии с Россией о зоне свободной торговли не приостанавливаются, но могут затянуться.
Заключение соглашения о свободной торговле и раньше вызывало трения между двумя странами. В частности, против заключения такого документа категорически возражала российская молочная отрасль. По мнению Национального союза производителей молока — «Союзмолоко», в случае присоединения Новой Зеландии к зоне свободной торговли ТС произойдёт рост импорта молочных продуктов из этой страны, и продукция стран ТС может стать невостребованной. В союзе считают, что, если Новая Зеландия вступит в ТС, крупнейшая компания этой страны «Fonterra» сможет снизить цены на сухое молоко до $3 тыс. за тонну, что приведёт к существенному демпингу и вынужденному уходу с рынка ряда российских молочных производителей. Также, союз написал письмо в адрес первого заместителя председателя правительства РФ Игоря Шувалова. В тексте содержалась просьба об исключении молочной отрасли из соглашения о зоне свободной торговли между Новой Зеландией и странами Таможенного союза.

#### Участие в развитии киноиндустрии
На пресс-конференции, прошедшей 9 декабря 2013 года в Веллингтоне Джеймс Кэмерон заявил, что сразу три сиквела к фильму «Аватар» будут сниматься в Новой Зеландии. На конференции также присутствовали Джон Ки и продюсер фильма Джон Ландау. Кэмерон отказался сообщить точные цифры бюджета, но сказал, что, по его намёткам, все три фильма обойдутся меньше чем в миллиард американских долларов. Для работы над фильмами, Кэмерон готовится вместе с семьёй переехать в Новую Зеландию. Проходить съёмки будут в Новой Зеландии, а также на киностудиях Lightstorm Entertainment и Twentieth Century Fox. Причём правительство Новой Зеландии предоставит организаторам съёмок налоговые льготы в 25 %. Кэмерон также сообщил, что планирует завершить съёмку всех трёх фильмов одновременно, а сама съёмка трёх картин займёт всего девять месяцев. Что касается проката, то первый фильм выйдет на экраны в 2016 году, а остальные два — в 2017 и 2018 годах. Также известно, что на съёмки будет потрачено не менее 500 млн местных долл., или 413 млн долл. США. По словам Джона Ки, только съёмки фильмов «Хоббит» позволили создать около пяти с половиной тысяч рабочих мест. Также он сказал, что обрадован, что съёмки известного фильма будут вестись именно в его стране — «Это будет большой рождественский подарок для тех, кто участвует в съёмках фильмов». Со своей стороны, министр экономического развития Стивен Джойс считает это хорошей новостью для промышленности Новой Зеландии. В заявлении министра по экономическому развитию Стивена Джойса говорится, что съёмки продолжения Аватара стали «отличной новостью для киноиндустрии Новой Зеландии. Сиквелы Аватара обеспечат создание сотен рабочих мест и тысяч рабочих часов непосредственно в индустрии кино, а также повысят занятость в экономике в целом». Первый Аватар также снимался в Новой Зеландии, его спецэффекты, награждённые премией «Оскар», создавались на студии Weta Digital в Веллингтоне. Джеймс Кэмерон очень высоко оценил мастерство художников и специалистов по компьютерным эффектам этой студии: с ними, по его словам, не могут сравниться их коллеги ни в одной стране мира, включая США и Канаду.
28 декабря 2013 года в местечке Хоббитон около города Матамата был открыт паб «The Green Dragon». Это место примечательно тем, что именно здесь Питер Джексон снимал свою кинотрилогию «Властелин колец». На церемонии открытия паба присутствовал Джон Ки.

#### Молочный скандал
3 августа 2013 года крупнейшая в Новой Зеландии молочная компания «Fonterra» объявила, что в некоторых её продуктах могут содержаться бактерии, вызывающие ботулизм. Джон Ки заявил, что Fonterra несвоевременно предупредила потребителей о том, что в её продукции могут содержаться бактерии, вызывающие ботулизм. Это, считает глава правительства, не должно было остаться без внимания руководства компании.
Ки также сказал, что:
«Fonterra» - наш крупнейший экспортёр молочной продукции, можно сказать символ Новой Зеландии. Прямая обязанность компании - следить за безопасностью и качеством продукции. Только когда есть уверенность в своём продукте, его можно поставлять заказчикам. Несоответствия были выявлены ещё в прошлом году и уже тогда руководство должно было принять необходимые для их устранения меры, прекратив поставки.
Скандал побудил ряд стран отказаться от импорта некоторых молочных продуктов из Новой Зеландии. По словам премьер-министра, уменьшение экспорта нанесёт большой ущерб экономике страны. Молочная продукция — один из её главных экспортных товаров. До 95 % производимого в Новой Зеландии молока поставляют за рубеж. Руководство компании «Fonterra» извинилось перед потребителями за скандал, вызванный сообщениями о возможном наличии в её продуктах возбудителя ботулизма. Глава компании Тео Спирингс заявил на пресс-конференции в Китае, что «мы от всей души извиняемся перед людьми, затронутыми этими событиями. Мы понимаем, какую озабоченность они вызывают у родителей. Они имеют право быть уверенными, что продукты безопасны». Он добавил, что «Fonterra» намерена проверять всю продукцию, которая отправляется за пределы Новой Зеландии. Спирингс также опроверг заявления новозеландского премьер-министра, обвинившего компанию в том, что она слишком поздно объявила о потенциальной угрозе. Позднее, специалисты не обнаружили следов возбудителя ботулизма в продукции компании, однако в продуктах присутствует другая бактерия, не опасная для жизни.

#### Вопрос о смене государственного флага
В марте 2014 года Джон Ки, как премьер-министр Новой Зеландии подтвердил намерение провести в стране референдум по вопросу о смене государственного флага. По его словам, флаг отражает доминирование Великобритании, колониальное прошлое Новой Зеландии, и кроме того, его часто путают с флагом Австралии.
Я выступаю за модификацию флага. Но нужно помнить, что это не самая большая проблема, с которой сталкивается наша страна.
Ки отметил, что предпочтительным вариантом для него был бы лист серебряного папоротника на чёрном фоне, который, помимо прочего, отражает успехи новозеландских спортсменов. В частности, эмблема серебряного папоротника используется сборной страны по регби «Олл Блэкс» (All Blacks). Ки объявил, что в случае победы на парламентских выборах, запланированных на 20 сентября 2014 года, его правительство проведёт референдум в течение ближайших нескольких лет. Проблема смены флага волнует власти Новой Зеландии с 1973 года. В 1979 году впервые прозвучало предложение использовать на флаге символ серебряного папоротника. Лидер Лейбористской партии и представитель Партии зелёных заявили, что, в случае победы на выборах они также намерены продолжить процесс по смене флага. Референдумы о флаге Новой Зеландии был в итоге проведён в два тура в 2015—2016 годах, но 56% избирателей отвергли смену флага.

### Отставка
5 декабря 2016 года объявил об отставке с поста премьер-министра по семейным обстоятельствам.

## Личная жизнь

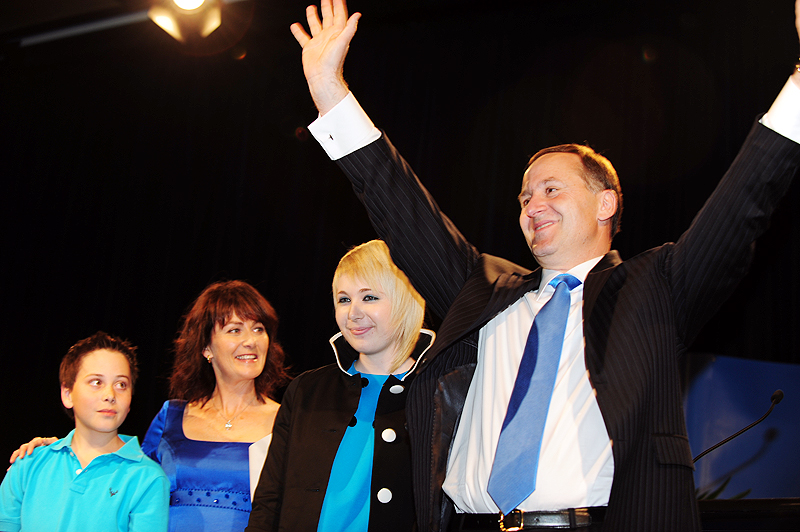
Семья Ки празднует победу Джона на выборах, 9 ноября 2008 года

Джон Ки познакомился с Броной, когда они оба учились в средней школе Бернсайда. Они поженились в 1984 году. У них есть двое детей, дочь и сын: Стеффи и Макс. В 2011 году Макс Ки продемонстрировал планкинг в домашних условиях, выложив на «Facebook» своё фото, на котором он позировал в горизонтальном положении, а на заднем плане стоял его отец. Журналисты обратились к Джону за комментариями, но он заявил, что ничего плохого в этом не видит при условии, если игра не будет представлять опасности для игроков, и, более того, сам познакомил сына с этой игрой. В августе 2013 года Стеффи Ки опубликовала несколько откровенных фотопортретов. На одной из фотографий она позирует с разложенной по телу едой из ресторана «Макдональдс», а на другой — прикрыта кусочками суши и осьминогами. Также она сфотографировалась топлес с вишенкой во рту и розовым пистолетом в руке, а на другой фотографии прикрылась одним лишь осьминогом. Джон Ки, отметил, что знает о занятиях дочери и гордится её достижениями, шутливо сказав «Я ведь говорил ей, что нужно есть пищу, а не играть с ней. Но увы, она теперь вся в суши». Стеффи учится в Парижском колледже искусств и её автопортреты приняли участие в дизайнерской выставке Design Week, открывшейся 9 сентября в Париже.

## Награды

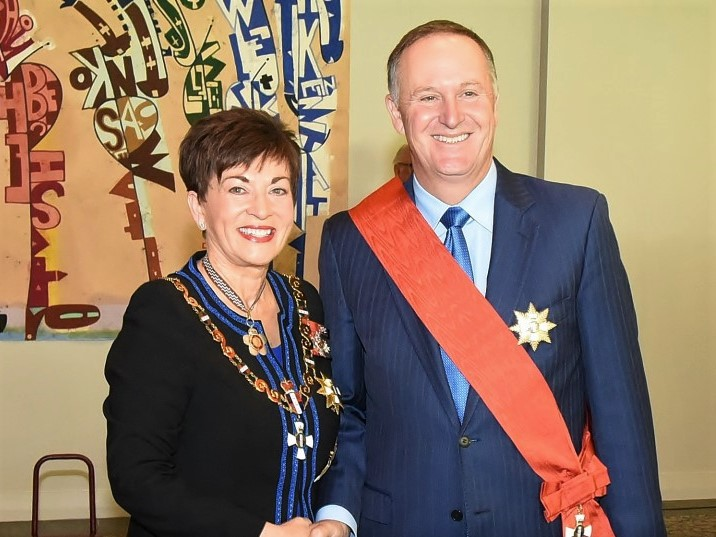
Пэтси Редди и Джон Ки на церемонии награждения

### Государственные
- Орден Заслуг степени Рыцаря Гранд-компаньона (5 июня 2017) — «за заслуги перед Государством»[78]. Знаки отличия вручены 16 августа 2017 года генерал-губернатором Новой Зеландии Пэтси Редди[79].

### Иностранные
- Орден Австралии степени почётного Компаньона (17 июля 2017) — «за глубокую приверженность развитию двусторонних отношений между Австралией и Новой Зеландией и продвижению наших общих интересов в регионе и на международном уровне»[80]. Знаки отличия вручены 18 июля 2017 года генерал-губернатором Австралии Питером Косгроувом[81]

## Галерея

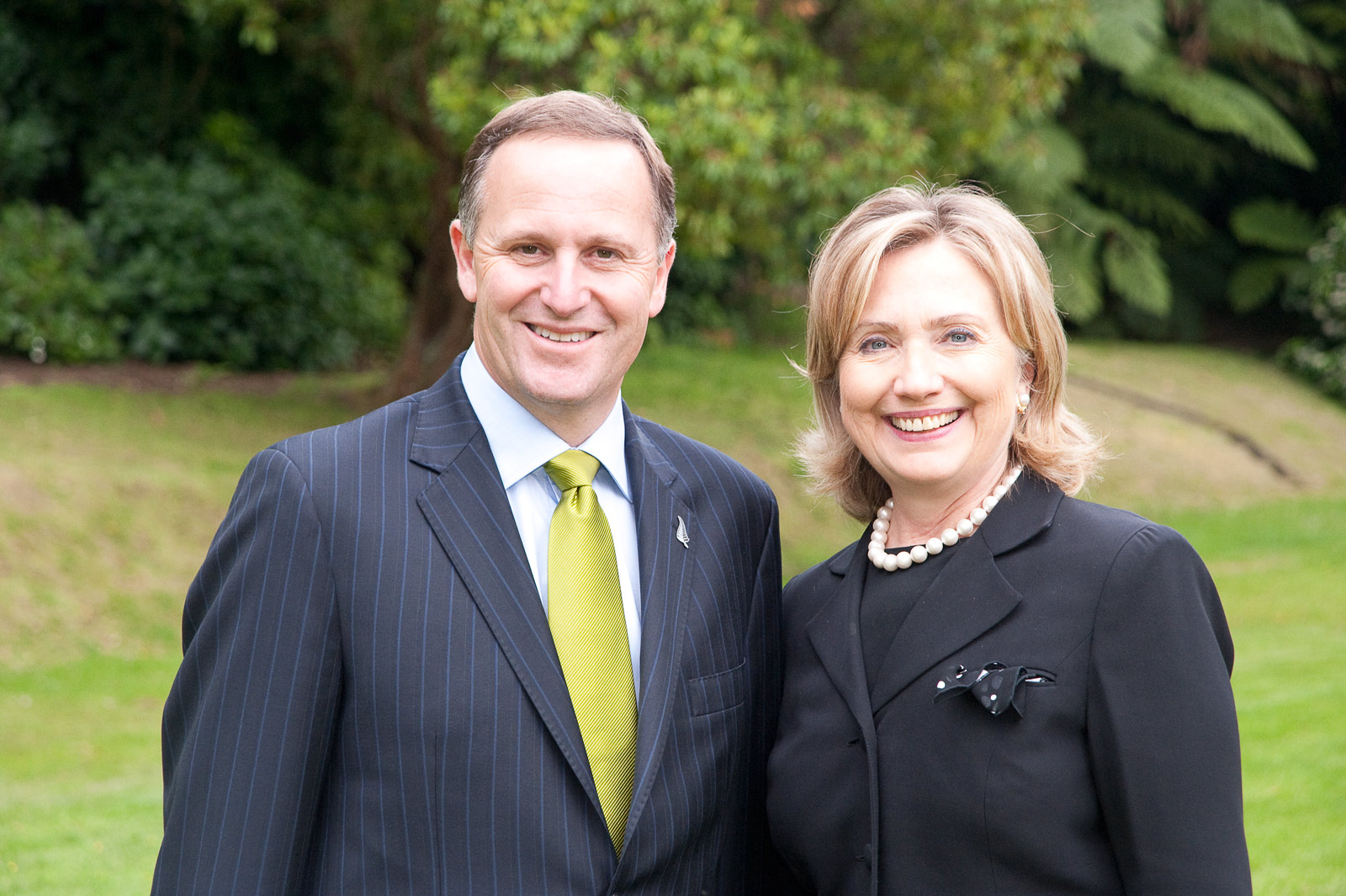
Джон Ки и Хиллари Клинтон, 4 ноября 2010 года
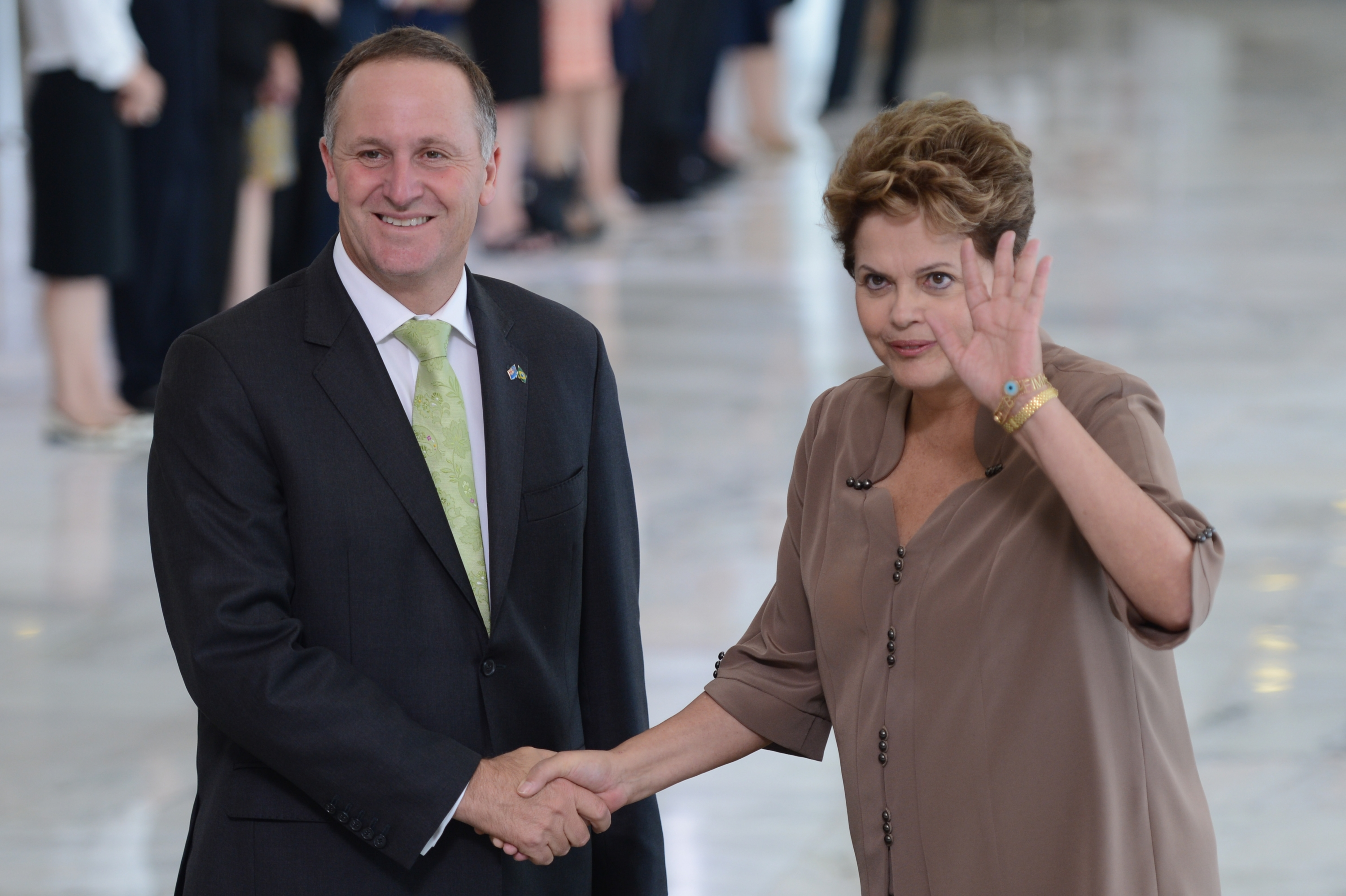
Джон Ки и Дилма Русеф, 12 марта 2013 года